# Luis Revol
Luis Revol (San Miguel de Tucumán, 23 de enero de 1858 - Córdoba, 30 de noviembre de 1915) fue un ingeniero y político argentino, intendente municipal de la ciudad de Córdoba entre 1887 y 1891.

## Biografía
Nació en San Miguel de Tucumán el 23 de enero de 1858 y su padre fue don Félix Revol, francés, egresado de la École Polytechnique a París, pintor y retratista, vicepresidente del Departamento Topográfico en 1865 y constructor de la Catedral de San Miguel de Tucumán. Su madre fue doña Gumersinda Núñez, tía de don Rafael Núñez, quien sería gobernador de Córdoba en 1919.
En su juventud se trasladó a Córdoba, donde cursó sus estudios de ingeniería civil. 
En 1886 contrajo matrimonio con doña María Luisa del Rosario Warcalde, hija del médico, político y periodista don Luis Warcalde y de doña Rita Díaz, nieta de don José Javier Díaz.
Se desempeñó como senador y diputado provincial, siendo dirigente dentro del conservadurismo de la provincia. En 1887 impulsó la iniciativa de la creación del Jockey Club de Córdoba, lo cual se concretó por decreto dictado por el entonces ministro de gobierno, Ramón J. Cárcano. En 1890 desempeñó la presidencia de la entidad.
El 13 de mayo de 1887 asumió como intendente de la ciudad de Córdoba, disponiendo dos años después la edificación de ochenta y cuatro casas para obreros y familias humildes en lo que hoy conforma el llamado Paseo de las Artes. Creó la plaza Vélez Sársfield (luego desaparecida) y dispuso la colocación en la misma de una estatua del político. Proyectó un trazado de diagonales en la ciudad, lo cual no se concretó; y durante su gobierno se eligieron los terrenos para la construcción del Palacio Municipal, cuyas obras recién comenzaron en la década de 1950.
Tras numerosos desacuerdos con el Concejo Deliberante, éste impulsó la destitución del intendente Revol, la cual se aprobó por siete votos contra uno el 13 de octubre de 1891.
Fue senador provincial por el departamento Colón desde 1911. Falleció en Córdoba, en 1915.